# Agente 47
(L'agente 47 in Hitman Blood Money)
L'Agente 47, o semplicemente 47, è il protagonista della serie di videogiochi Hitman, che ha poi ispirato il film Hitman - L'assassino, uscito nelle sale cinematografiche nel 2007, e successivamente Hitman: Agent 47, uscito nelle sale nel 2015. È un sicario professionista. 47 viene identificato con un numero anziché un nome perché si tratta del quarantasettesimo clone di un progetto volto a creare l'assassino definitivo. La serie videoludica ha ottenuto un grande successo, vendendo oltre 30 milioni di copie del mondo, facendo diventare l’Agente 47 uno dei più iconici e famosi personaggi nella storia dei videogiochi.

## Genesi del personaggio
Secondo Jacob Andersen, capo design di Hitman 2: Silent Assassin, l'Agente 47 era originariamente concepito come "un capelluto uomo maligno", con "occhiali d'alta avanguardia". Altri spunti provengono da numerosi film d'Hong Kong e prodotti simili. L'idea di renderlo come un clone originato da qualcuno venne ideata in seguito. Hojengaard credette che avrebbe suscitato interesse una modulazione del "sicario perfetto" con un "ulteriore miglioramento del personaggio" già apparso nel primo Hitman.

## Dati biografici

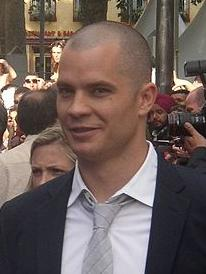
Timothy Olyphant, interprete di 47 nel film del 2007

Nato il 5 settembre del 1964, a Satu Mare in Romania e con un numero stampato dietro la nuca, corrispondente a 640509-040147, le cui ultime due cifre stanno ad indicare il suo ordine di clone creato, 47 fu associato agli altri cloni della "Serie IV" dallo staff del centro. Da principio, il Dr. Ort-Meyer reputò 47 come la creazione più brillante. Durante la crescita, 47 si è sempre mostrato silenzioso e poco incline a socializzare: l'unico suo vero amico era un coniglietto che aveva chiesto come animale da compagnia. 47 ebbe anche pessimi rapporti con lo staff istruttivo e sociale, a causa delle, da lui reputate così, eccessive visite mediche ed iniezioni. 47, infuriato, aggredì un dottore con numerose siringhe, obbligando Ort-Meyer ad aumentare la sorveglianza.
Come gli altri cloni, a 47 è stato insegnato l'uso delle armi, delle tecniche di spionaggio e dell'uso di attrezzatura militare per uccidere nei migliori modi possibili. L'Agente 47 riuscì addirittura a combinare oggetti semplici per formare armi letali, rischiando di uccidere molti membri dello staff: tutti gli arnesi furono confiscati. Dopo 30 anni d'addestramento ininterrotto, 47 evase dalla cella sotto le spoglie di una delle guardie. Senza saperlo, 47 fu volontariamente messo alla prova dal dottor Ort-Meyer, come sfida finale per testare il potenziale delle sue abilità.

## Evoluzione nella serieHitman
47 è un umano geneticamente modificato, massimo esponenziale delle ricerche sulle potenzialità del gene umano. È stato creato in provetta grazie all'uso di DNA di pericolosissimi e abilissimi criminali. Negli anni cinquanta, cinque uomini di vari Paesi svolsero dei doveri nella Legione straniera francese. Questi sono considerati i "Cinque Padri" di 47, in quanto donarono il loro DNA per la sua creazione:
- Lee Hong, figlio di un dirigente di una Triade cinese, inviato dai suoi genitori nella legione straniera per proteggerlo;
- Pablo Belisario Ochoa, un giovane ladro per le strade di Cali, una città nelle mani dell'impero della droga in Colombia;
- Frantz Fuchs, attivista d'estrema destra austriaco, ricercato;
- Arkadij Jegordv dit Boris, contrabbandiere nazionalista russo ricercato dai comunisti;
- Otto Wolfgang Ort-Meyer, studente tedesco di medicina le cui teorie sono considerate assurde e moralmente screditate[12].

Dopo i loro servigi, quattro di loro tornarono nei rispettivi Paesi, ottenendo successo con le loro associazioni criminali. L'ultimo, il Dottor Ort-Meyer, costruì un istituto psichiatrico in Romania, copertura per esperimenti di terapia genetica. Ort-Meyer era assolutamente convinto che la terapia genetica e la clonazione avrebbero reso la razza umana perfetta, tramite il rafforzamento sia nei riflessi che nel fisico. Ciò che più di tutto desiderava era creare il suo esercito personale di assassini perfetti. In cambio dei finanziamenti per le sue ricerche, Ort-Meyer fornì ai suoi ex compagni organi dei cloni, che hanno notevolmente esteso la loro longevità. In Hitman: Pagato per uccidere, tutti i complici di Ort-Meyer dichiarano di avere 60-70 anni, mostrandone 10-20 in meno.
In Hitman: Blood Money si viene a conoscenza di come anche un'organizzazione americana (La Coalizione) abbia tentato vanamente, numerose volte, di creare cloni: ognuno dei tentativi si rivelò un fallimento, dati numerosi difetti (albinismo, caratteri volubili, morti assai premature) apparsi nei cloni. Mai ci fu un tentativo riuscito: difatti 47 è l'unico clone attuale del primo tipo (ovvero perfetto). L'unico modo per ricreare i cloni perfettamente è usare un qualunque lembo di pelle o d'osso di 47.

## Personalità

### Aspetto

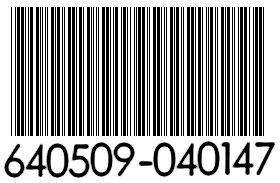
Il codice a barre tatuato sulla nuca dell'Agente 47.

Alto, pallido, sguardo glaciale, lineamenti duri e squadrati (occhi azzurri incassati, mascella volitiva), caratteristiche peculiari di 47 sono la testa calva e un codice a barre (640509-040147) tatuato sulla nuca, le prime cifre indicano la data di nascita cioè 05-09-1964, le ultime indicano la versione di clone e il numero del clone da cui ha tratto il suo "nome", 47. Il suo abbigliamento abituale quando opera è un abito gessato nero con camicia bianca e cravatta rossa, e talvolta indossa anche un paio di guanti in pelle neri per evitare di lasciare impronte digitali.
Secondo il suo file ICA in Hitman: Absolution è alto 188 cm; nel romanzo Hitman: Enemy Within si afferma che il suo peso è di 224 libbre (101 kg).
Il modello facciale di 47 è ispirato a David Bateson, il doppiatore che ha prestato lui la voce in ogni videogioco della serie Hitman.

### Qualità
- Sempre calmo, anche nelle situazioni peggiori.
- Abile nel mimetizzarsi in ogni circostanza, mantenendo sempre anonima la sua identità e soprattutto la sua presenza.
- Grande capacità di concentrazione, niente e nessuno può interferire nella sua missione, riesce sempre a dominare i suoi sentimenti e non lascia nulla al caso, tutto ciò che fa ha uno scopo.
- Freddezza, sempre in grado di prendere una decisione in qualsiasi situazione, senza dover avere troppo tempo a disposizione.
- Grande precisione, qualsiasi sia il suo obiettivo verrà colpito; come mostrato nel film Hitman - L'assassino, 47 riesce a colpire un obiettivo in movimento con un fucile di precisione da un palazzo ad un altro.

### Indole
L'Agente 47 è introverso, sempre tranquillo, con una parlata molto formale come se tutto gli venisse imposto di natura, benché sia comunque quasi sempre in solitudine. Unica eccezione è l'esclamazione "Merda!" quando Diana, in Hitman: Blood Money, a tradimento gli inietta il siero mortale, contrastato con un antidoto all'ultimo momento, in modo alquanto cinematografico. Suo unico motto è "mai fidarsi di nessuno". Unica persona che davvero rispetta è Padre Vittorio, prete siciliano, l'unico cui in vita sua abbia mai voluto bene e la cosa più vicina a un padre. Il sacerdote cattolico si è preso cura di 47 anche trovandogli un lavoro come giardiniere tenendolo lontano dal crimine.
Per la gratitudine verso il prete, ha donato tutti i suoi milioni di dollari alla Chiesa. Padre Vittorio rappresenta un ideale per 47 che, rapito dalla Mafia siciliana per ricattarlo, scatena in lui nuovamente la necessità di ricontattare l'agenzia e rimettersi all'opera. Una volta liberato il prete, 47 vaga ancora senza meta in tutto il mondo. Diana Burnwood è l'unico costante suo contatto, essendo la mediatrice tra lui ed il/i cliente/i. Non si incontrano mai faccia a faccia, solo tramite portatile: il faccia a faccia è opportuno solo in casi davvero eccezionali. Seppur molto raramente, 47 si mostra alquanto emotivo. Durante la sua crescita, chiede la compagnia di un coniglietto. Inoltre, durante alcune missioni nei vari capitoli della saga, potrà decidere di salvare o meno persone le quali, una volta parlatoci, incontra forzatamente (per motivi di trama) nei vari seguiti, abbandonate al loro destino o no, come per esempio l'agente Smith della CIA (salvato da 47 in cinque occasioni e successivamente suo committente dell'ultima missione "XLVII Emendamento").

### Morale
Nessuno sfugge alla morsa di 47 una volta che il suo nome viene segnato sulla lista delle vittime. Ferreamente, 47 tenta in tutti i modi di causare meno vittime possibili tra innocenti, ferendoli o stordendoli piuttosto che ucciderli. Delle volte, comunque, è stato costretto ad uccidere innocenti che si intromettevano nella sua missione e non esita a uccidere innocenti se sono testimoni. In Hitman: Blood Money uccide un postino qualunque in quanto esso lo aveva visto in faccia e poteva aver letto il contenuto della busta che gli doveva consegnare. Nello stesso gioco, nell'ultima missione, si è costretti ad uccidere un prete ed un giornalista, perché a conoscenza della sua identità. In Hitman 2: Silent Assassin l'Agente 47 confessa i suoi crimini a Padre Vittorio e, prima di uccidere il suo primo obiettivo nel gioco, gesta il segno della croce; ciò precisa che 47 non è una macchina per uccidere senza sentimenti, benché il suo tipo di vita necessiti la massima risolutezza. La pellicola uscita nel 2007 ne delinea una personalità determinata e spietata, infallibile e dal sangue freddo davvero esemplare. 47 ha sempre la situazione sotto controllo e non sbaglia mai il proprio bersaglio. L'attore che interpreta 47 è Timothy Olyphant.

### Relazioni
Nonostante 47 sia un individuo solitario e riservato, ha sviluppato conoscenze tra Padre Vittorio, Diana Burnwood e Victoria.
Padre Vittorio, un prete siciliano conosciuto dopo gli eventi di Hitman: Codename 47, a cui 47 confessa tutti i suoi crimini, nonostante ciò, il prete vede del buono in 47, trovandogli un lavoro tranquillo come giardiniere e rimanendogli vicino per fargli avere una vita tranquilla lontana dagli assassini, diventando il suo amico più stretto. Per gratitudine 47 dona tutti i guadagni dei suoi contratti alla chiesa, tenendo contatto stretto con Padre Vittorio.
Diana Burnwood è la superiore di 47, che gestisce i contratti di 47 con cui ha lavorato per più di 20 anni e ha sviluppato un'amicizia con lui. Difatti, in Absolution, 47, per la prima volta in vita sua esita a ucciderla, ma fa fede alla promessa fatta di proteggere Victoria.
Victoria è una clone creata per essere l'assassina perfetta dotata di una collana senza la quale è debole e indifesa. 47, sotto promessa di Diana, si ribella alla ICA e mette al sicuro Victoria per evitare che abbia lo stesso trattamento che ha avuto 47 da Ort-Meyer, sviluppando un senso di protezione verso di lei.

## Abilità e reputazione
Benché sia all'apparenza un umano come gli altri, 47 possiede doti fisiche tra cui forza, resistenza, agilità, velocità e sensi estremamente superiori alla norma degli esseri umani: di conseguenza, grazie ai suoi durissimi allenamenti in cui si è sottoposto, si dimostra resistentissimo ai proiettili, abilissimo nell'atletica, correndo senza affaticarsi facilmente, saltando da distanze notevoli con semplicità e riflessi estremamente superiori al normale, così come la sua forza fisica in grado di spezzare il collo senza alcuno sforzo e mettere fuori combattimento con un pugno. La reputazione nell'ICA di 47 è leggendaria, servendo come assassino migliore dell'agenzia, ma anche il più costoso. Una volta mandato il contratto, non si può tirare indietro per via della professionalità di 47 che lo spinge ad andare fino in fondo, anche se il cliente ci ripensa, questo fa sì che bisogna essere assolutamente certi di volere uccidere quella persona prima di assoldare 47.
Pur essendo introverso e poco propenso alla conversazione, grazie al suo addestramento 47 sa relazionarsi perfettamente in pubblico, ciò lo rende ideale in quanto può assumere l'identità di un'altra persona con un travestimento e comportarsi in modo da non far insospettire che è un impostore, dai poliziotti fino ai camerieri. L'unica abilità sovrumana di 47 è l'istinto, una specie di sesto senso che gli permette di aumentare le sue capacità furtive, focalizzare gli oggetti utili al compimento della missione e vedere i suoi nemici attraverso i muri. Date le sue abilità, 47 è sempre scelto per i casi più difficili e rischiosi: ognuno di essi è eseguito con maestria e professionalità senza eguali, lasciando meno tracce possibili, se non addirittura nessuna, e senza rimorsi. Viene addirittura reputato una leggenda metropolitana per il fatto che non si è mai fatto vedere in faccia. Oltre alla sua reputazione di assassino, 47 dispone di una grande intelligenza ed è esperto nei campi della chimica, dell'informatica, dell'ingegneria e della tecnologia (cosa che lo rende a dir poco pieno di risorse nel svolgere le missioni). Inoltre, è un esperto nel combattimento corpo a corpo e in svariate tecniche di arti marziali nonché nell'uso delle armi da fuoco e da taglio.
Alcuni suoi equipaggiamenti sono:
- Corda di pianoforte (cavo di fibra): usata per strangolare le proprie vittime
- AMT Hardballer (Silverballer): un modello di pistola semiautomatica calibro .45 ACP ormai fuori produzione e derivata dalla Mod.1911A1 pesantemente modificate. Dal secondo capitolo della saga in poi viene mostrata come arma simbolo di 47, utilizzabile in coppia e sempre fortemente personalizzata con incisioni, marchi e guancette semi-anatomiche, provviste anche di mirino laser, silenziatori e ingranditori. Sono estremamente precise. Dal secondo gioco in poi viene rinominata "Silverballer".
- Para-Ordnance P18-9: pistola semiautomatica calibro 9 mm X 19 Parabellum che sostituisce le classiche Hardballer nel film.
- Beretta 92FS: classica pistola semiautomatica calibro 9 mm X 19 Parabellum. Nei primi due capitoli è la principale arma silenziata utilizzata da 47.
- Blaser R93 UIT: fucile di precisione ad otturatore con azione "straight-pull" facilmente scomponibile e occultabile in una valigia.
- Walther WA 2000: fucile di precisione semi-automatico con configurazione bull-pup, con silenziatore, mirino regolabile e munizioni perforanti.
- Fucile a Pompa SP12: un fucile a pompa calibro 18,5 x 70 mm, fuori produzione, è molto potente e utile negli scontri ravvicinati, ma non può essere nascosto.
- Veleno per topi per isolare le proprie vittime nel bagno più vicino.
- Doppia dose di anestetico (cloroformio o simili) per narcotizzare le proprie vittime.
- Doppia dose di Pentothal (variante potassica) per uccidere all'istante le sue vittime.
- Moneta: usata per distrarre gli avversari, utile per creare diversivi o smuovere guardie dai loro posti di guardia.
- Binocolo: usato per ricognizione.
- Mina RU-AP con detonatore: mine in grado di causare una tremenda esplosione, perfette per causare "incidenti", sono inoltre irrilevabili dai metal detector. Attivabili tramite detonatore remoto.

## Filmografia
- Hitman - L'assassino
- Hitman: Agent 47